# 495号州际公路 (首都环线)
495号州际公路（英語：Interstate 495，简称“I-495”），是美国州际公路系统的一部分，该条公路于1958年正式成为州际公路，全长64哩（约为103公里），是95号州际公路的一条辅助线，南半部和东半部与I-95同线。因为该条公路环绕美国首都“华盛顿哥伦比亚特区”，所以又被普遍称为“首都环线”（Capital Beltway），简称“环线”（Beltway）。除了短暂经过首都华盛顿特区（伍德罗·威尔逊桥）外，该州际公路穿过與华盛顿特区比邻的马里兰州和弗吉尼亚州境内。
由于该公路所环绕的华盛顿特区是美国政治的中心，所以美国社会通常用“首都圈内”（Inside the Beltway）泛指美國聯邦政府（不包括国会众参两院）的政治圈子。

## 历史

### 交通拥堵
尽管在其历史上有许多道路擴充的项目，但495号州际公路的交通拥挤是一个持续的问题。伍德罗威尔逊桥——特别繁重，每天在通勤高峰时段和旅行频繁的周末进行长达数英里的堵塞。2008年5月30日，12车道的新桥双向通车缓解了这一瓶颈。威尔逊号上的两条车道被保留，供将来用作快速公交或轨道交通。
根据一项对"全美最严重交通瓶颈"的研究，495号州际公路上的两个交叉路口排名前20位。
马里兰州交通管理局正在建造的马里兰州轻轨紫线就是为缓解495号州际公路交通拥挤的例子。
2018年1月，马里兰州乔治王子郡民主党参议员乔安妮·本森（Joanne Benson）提议立法（参议院第55号法案），将495号州际公路马里兰段的限速从每小时55英里提高到70英里，以减少495号州际公路的交通拥堵。